# Spirituel psykologi
Spirituel psykologi er en bred samlebetegnelse for psykologi, der beskæftiger sig med de spirituelle aspekter af menneskets psykiske liv.
Det er vigtigt at bemærke, at definitionen og tilgangen til spirituel psykologi kan variere, og det er en bred betegnelse, der kan rumme forskellige perspektiver og metoder. Nogle psykologer og psykoterapeuter inden for dette område kan have en religiøs tilgang, mens andre kan have en mere åben tilgang.
Spirituel psykologi forveksles sommetider fejlagtigt med New Age, som var en bevægelse, der var karakteriseret ved en astrologisk tro på vandmandens kommende tidsalder.

## Historie
I moderne tid går den spirituelle psykologi især tilbage den amerikanske psykolog William James, der udgav bogen The Varieties of Religious Experience: A Study in Human Nature.
En anden pioner, Rudolf Steiner, udviklede en form for spirituel psykologi, som han kaldte antroposofisk psykologi. Antroposofisk psykologi er baseret på antroposofien og forsøger at forstå det menneskelige sind ud fra esoteriske og åndsvidenskabelige principper. Antroposofisk psykologi fokuserer på sjælens udvikling gennem forskellige inkarnationer eller genfødsler.
En tredje pioner på området var den amerikanske psykolog Abraham Maslow, som er kendt for teorien om behovspyramiden. I de senere udgaver af behovspyramiden angav Maslow, at det højeste menneskelige behov er dets spirituelle behov.

## Psykologisk fagområde
Det er vigtigt at nævne, at spirituel psykologi ikke altid har en formel anerkendelse inden for traditionel psykologisk forskning og praksis. Spirituel psykologi har tværtimod ofte adskilt sig fra konventionel psykologi, der traditionelt set ikke beskæftiger sig med spiritualitet. Det spirituelle område har således ikke været en central del af den videnskabelige psykologi, da det ofte i stedet er blevet set som hørende til religion, filosofi og esoterik. I dag findes der dog tiltagende bestræbelser på at integrere især østlig spiritualitet i psykologien. .

## Tilgange
Der er flere tilgange til spirituel psykologi, og populariteten af disse tilgange kan variere afhængigt af kultur, tid og individuelle præferencer. Nogle af de mest kendte tilgange inkluderer:

### Yoga psykologi
Yoga psykologi er baseret på principperne i yoga og hinduistisk filosofi. Den fokuserer på at opnå balance og harmoni i sindet gennem teknikker såsom meditation, åndedrætsøvelser og selvrefleksion.
Yoga psykologi lægger vægt på udviklingen af bevidsthed og mindfulness som væsentlige redskaber til at observere og forstå sindet og dets mønstre. Yoga psykologi inddrager også chakra-systemet og forståelsen af kroppens energi. Balancen mellem chakraerne og energistrømmen i kroppen betragtes som afgørende for mental og følelsesmæssig velvære.

### Transpersonlig psykologi
Transpersonlig psykologi fokuserer på aspekter af mennesket, der strækker sig ud over det personlige ego og inkorporerer dimensioner af åndelighed, mystik og transcendentale oplevelser. Den anerkender og udforsker menneskets forbindelse til noget større end sig selv.

### Økopsykologi
Denne tilgang undersøger forholdet mellem mennesket og naturen og betragter naturen som en kilde til helbredelse og åndelig forbindelse. Økopsykologi fokuserer på at genoprette forbindelsen til naturen og fremme bæredygtighed og bevidsthed om økosystemets helbred.

### Mindfulness-baseret psykologi
Denne tilgang har rødder i buddhistisk praksis og fokuserer på at udvikle opmærksomhed og bevidsthed i øjeblikket. Mindfulness-baseret psykologi har vist sig at være effektiv til at reducere stress, forbedre mental sundhed og fordybe forbindelsen til åndelighed.

### Holistisk psykologi
Holistisk psykologi betragter individet som en helhed bestående af krop, sind og ånd. Det søger at forstå og behandle mennesket på alle niveauer af deres eksistens, hvilket inkluderer det åndelige aspekt. Terapeuter inden for holistisk psykologi kan anvende en række teknikker, herunder meditation, visualisering og energiarbejde.

### Buddhistisk psykologi
Buddhistisk psykologi er en tilgang til psykologi, der trækker inspiration fra buddhistisk filosofi, lære og praksis. Denne tilgang fokuserer på forståelse af sindet, lidelse og frigørelse gennem de buddhistiske koncepter og metoder.

### Kristen psykologi
Dette er tilgange til psykologi, der er baseret på kristne principper og værdier og integrerer tro, bøn, skriftstudier og åndelig vejledning i forståelsen af menneskelig adfærd og mentale processer. En kendt repræsentant for kristen psykologi er danskeren Søren Kierkegaard.

### Islamisk psykologi
Islamisk psykologi undersøger den menneskelige psyke og adfærd gennem et islamsk perspektiv og integrerer åndelige principper og etik fra islam i forståelsen af menneskelig psykologi og mental sundhed.

### Teosofisk psykologi
Teosofisk psykologi er en tilgang til psykologi, der er inspireret af teosofi, en spirituel filosofi, som blev grundlagt af Helena Petrovna Blavatsky i det 19. århundrede. Teosofi søger at udforske de underliggende universelle principper, der ligger til grund for alle religioner, filosofier og videnskaber. Teosofisk psykologi forsøger at forstå den menneskelige psyke og dens forbindelse til det guddommelige gennem en teosofisk linse.

### Antroposofisk psykologi
Antroposofisk psykologi er en tilgang til psykologi, der er baseret på filosofien og læren udviklet af den østrigske mystiker og filosof Rudolf Steiner, kendt som antroposofi. Antroposofisk psykologi betragter individets åndelige udvikling som en central del af psykologisk helbredelse og vækst. Det søger at fremme bevidsthed om den åndelige dimension af livet og støtte individets søgen efter åndelig erkendelse og selvrealisering.

## Anvendelse
Spirituel psykologi anvendes blandt andet i spirituel psykoterapi, der er en samlebetegnelse for mange forskellige tilgange til psykoterapi, som lægger vægt på betydningen af det spirituelle aspekt i behandlingen af psykiske lidelse. Spirituel psykologi anvendes blandt andet også i selvhjælpslitteratur og i ledelse.

## I Danmark
Området er blevet udbredt i Danmark, hvor der findes Netværk for spirituelt orienterede psykologer under Dansk Psykologforening. Ifølge Jens Berthelsen fra Psykologisk Institut på Københavns Universitet, var det spirituelle allerede i 2004 ved at blive stuerent. Blandt de danske psykologer, der har skrevet om spiritualitet, er Ole Vedfeldt. I 2023 udgav psykologen Hanne Frøyr antologien “Spiritualitet og psykologi”. Andre danske spirituelle psykologer er blandt andre Jakob Skov Knudsen, Kasper Meitil og Dorte Toudal Viftrup.
En kendt dansk forfatter på området, der ikke kommer fra den traditionelle psykologi, er Rikke Hertz, som er spirituel erhvervsrådgiver, coach og clairvoyantisk medie. Hun viser i bogen “Spirituel”, hvordan vejen til succes går gennem at lytte til sine mavefornemmelser.